# Movileni (Olt)
Movileni es una comuna ubicada en el distrito de Olt, Rumania.

## Superficie
Posee una superficie de 50,47 kilómetros cuadrados.

## Demografía
Hasta 2021 la población era de 3137 habitantes, con una densidad de población de 62,16 habitantes por kilómetro cuadrado.